# Сыскная часть

Агент сыска в парадном и повседневном мундирах.

Сыскная часть — служба полиции Министерства внутренних дел Российской империи в период времени с 1866 года по 1917 год, в задачу которой входило раскрытие общеуголовных преступлений, проведение дознания по ним, розыск преступников и пропавших без вести.
Синонимы: сыскная полиция, уголовно-сыскная полиция, сыскное отделение.

## История
Впервые правовые нормы данного вида деятельности сформулированы в Русской правде (XI век) В ней довольно подробно описаны такие методы, как свод и гонение следа. Первый применялся, как правило, при установлении виновного в краже и розыске украденных вещей. Второй — при розыске преступника, скрывшегося с места преступления. Ответственность за сыск возлагалась как на княжеских служащих, так и на вервь (общину).
В эпоху Русского централизованного государства (XV—XVII века) нормы сыска определялись Судебниками 1497 и 1550 годов, Соборным уложением 1649 года, рядом других правовых актов. В Москве и Московском уезде сыском занимался Земский приказ (Земский двор). Он имел штат специальных чиновников (окольничий, дьяки, подьячие, другие приказные служки). На остальной территории государства сыск осуществляли губные избы, возглавляемые губными старостами. В их подчинении находились тюремные сторожа, палачи, бирючи (глашатаи). Губным старостам оказывали содействие сотские, пятидесятские, десятские. Деятельность губных учреждений контролировал расположенный в Москве Разбойный приказ. Кроме того, сыском занимались и представители центральной власти на местах: в уездах — наместники, в волостях — волостели. В их подчинении находились различные чиновники — тиуны, доводчики' и другие. К компетенции вышеперечисленных инстанций и чиновников относился не только собственно уголовный сыск, но и следствие, суд и наказание преступников.
Уголовным сыском занимались также особые чиновники, действующие на временной либо постоянной основе — недельщики, приставы, особые обыщики и другие. Кроме того, некоторые обязанности по уголовному сыску (и вообще по борьбе с преступностью) государство возлагало на само население (крестьянскую общину).
Судебник 1550 года закрепил за Боярской думой роль центрального органа государственного управления. При Боярской думе была создана Расправная палата — орган, контролировавший все вышеперечисленные функции в государстве.
Основные методы работы тех лет: облихование (изобличение преступника группой «добрых людей»); повальный обыск (широкий опрос населения); очная ставка; поимка с поличным; опыт (пытка — применялась наиболее широко).
Пётр Первый учредил регулярную полицию и институт фискалов. Этим учреждениям придавались определённые функции уголовного сыска. В частности, фискалы были обязаны производить «тайный досмотр» и вести «безгласные дела». Однако, при Петре ещё функционировали старые структуры уголовного сыска.
Специализированные структуры уголовного сыска были созданы в Санкт-Петербурге в 1729 году (Розыскная экспедиция), в Москве — в 1730 году (возрождённый Сыскной приказ). Петербургская Розыскная экспедиция осуществляла розыск украденного имущества, поимку воров и разбойников. Сыскной приказ проводил следствие по «татинным (кражи), разбойным и убийственным делам». Метод работы московского сыскного приказа был следующим: процесс начинался с доноса/челобитной/указаний начальства. В дело вступали специальные чиновники — доносители, — которые собирали всевозможную информацию по данному делу (то есть фактически вели следственные действия). Информация о местонахождении преступников, складе краденого и т. п. называлась наказ. Получив наказ, в дело вступал подьячий Сыскного приказа с воинской командой и окольными людьми (понятыми), которые производили задержание. Эта процедура называлась доезд. В других городах в это же время и с похожими задачами были созданы полицмейстерские конторы.
В 1746 году при Главной полицмейстерской канцелярии Санкт-Петербурга была организована Розыскная экспедиция (не путать с Розыскной экспедицией 1729 года!). Задачей новой структуры являлись следственные действия в отношении воров и разбойников, задержанных в столице и губернии.
В 1756 году Правительствующий сенат издал указ «Об определении главных сыщиков для сыску и искоренения воров и разбойников и беглых людей». К нему прилагалась «Инструкция определённому для сыска и искоренения воров и разбойников главному сыщику». В инструкции подробно излагались права и обязанности этих чиновников.
В 1763 году Сыскной приказ в Москве был окончательно ликвидирован. Вместо него при губернской канцелярии была создана Розыскная экспедиция.
В ноябре 1775 года Екатерина II подписала Учреждения для управления губерний. На основании этого документа в уездах функции уголовного сыска возлагались на Нижние земские суды во главе с земским исправником (капитан-исправником). В городах подобные функции осуществляла городская полиция во главе с городничим. В 1782 году на основании Устава благочиния в городах были организованы управы благочиния. К ним перешли некоторые обязанности по уголовному сыску.
Значительные реформы уголовного сыска пришлись на начало XIX века (создание Министерства внутренних дел — 1802 год) и особенно на 1860-е годы. В 1860 году из ведения полиции были полностью изъяты судебные, а также в значительной степени следственные функции. В компетенции полиции осталось лишь производство дознания по уголовным делам. Дознание и розыск преступников в уездах был возложен на становых приставов, волостных старшин и сельских старост. В городах — на городских приставов и полицейских надзирателей. В 1864 году был принят Устав уголовного судопроизводства, регламентирующий нормы уголовного сыска. В нём, в частности, было записано, что полиция при производстве дознания «все нужные ей сведения собирает посредством розысков, словесными расспросами и негласным наблюдением».
Впервые в российской полиции специализированные подразделения по раскрытию преступлений и проведению дознания были созданы в Петербурге, где в 1866 году была учреждена сыскная полиция при канцелярии обер-полицмейстера. До этого сыскные функции осуществляли судебные следователи и вся полиция в том виде, в котором она существовала на тот момент. Первоначально штат уголовного сыска Санкт-Петербурга был небольшой: отделение насчитывало кроме начальника его помощника, 4 чиновника по особым поручениям, 12 полицейских надзирателей (сыщиков) и 20 вольнонаёмных сыщиков (служащих, имеющих гражданские чины).
В 1881 году сыскная часть была сформирована и при полицейском управлении Москвы. Впоследствии сыскные отделения были созданы в Варшаве, Киеве, Тифлисе, Баку, Риге, Одессе, Ростове-на-Дону, Лодзи.
6 июля 1908 году Государственная дума Российской империи приняла закон «Об организации сыскных частей». По нему оперативно-розыскная деятельность стала самостоятельной функцией правоохранительных органов государства. 10 августа 1910 года МВД издало Инструкцию членам сыскных отделений. На основании этих документов была сформирована структура сыскных частей. В их состав входили:
- Справочное регистрационное бюро. Занималось регистрацией преступников, систематизацией всех поступающих о них сведений. В них имелись фотографический, антропометрический и дактилоскопический кабинеты. В состав бюро входила наблюдательная часть, осуществлявшая надзор (в том числе негласный) за подозрительными личностями и адресами. При бюро имелся учебный музей с коллекцией оружия, воровских инструментов, образцов почерков и т. п.
- Стол розыска. Проводил работу по выявлению и задержанию преступников.
- Стол личного задержания (стол приводов). Сюда доставлялись арестованные и задержанные лица для выяснения личности и проверки на предмет правонарушений.
- Летучие отряды. Полуофициальное название специальных структур некоторых сыскных отделений, в основном в крупных и губернских городах. Несли постоянное дежурство на вокзалах, в театрах, осуществляли обход гостиниц, рынков, вели дневное и ночное патрулирование, проводили облавы на бродяг.
- Ломбардные отряды. Полуофициальное название специальных структур некоторых сыскных отделений, занимавшихся розыском похищенных вещей.

Полиция была упразднена 11 марта 1917 года. При Министерстве юстиции было образовано Бюро уголовного розыска, куда вошли прежние сыскные отделения. Эти структуры действовали до образования сыскных аппаратов в составе НКВД.
В вышеприведённой части статьи все даты указаны по «МВД России, энциклопедия» 2002 года.

Сыскная полиция Санкт-Петербурга располагалась в здании съезжего дома Казанской части на Офицерской улице (ныне Декабристов), дом 28, где трудились сотрудники уголовного сыска.
Зимой 1917 г. здание съезжего дома Казанской части вместе с полицейским архивом были разграблены революционерами.
Позже здание было существенно перестроено под жилой дом, и только  старинные ворота напоминают о его первоначальном назначении.

## Задачи
На сыскные отделения возлагались задачи по ведению дознания о совершённых преступлениях, сбору улик (доказательств), поиску лиц, причастных к совершению расследуемого преступления, ведение агентурной работы в преступной среде. Как и у современного оперуполномоченного, каждый полицейский надзиратель имел штат агентов-осведомителей, и от качества агентуры зависели результаты работы сотрудника.
Кроме того, на уголовно-сыскную полицию возлагались обязанности по ведению разного рода учётов — оперативно-справочных картотек, дактилоскопических картотек, иных учётов. По требованию судебных следователей сыщики выполняли отдельные мероприятия.

## Правовая основа
Сыскная полиция действовала на основе юридических норм изданных для общей полиции.
В «Инструкции чинам полиции по обнаружению и исследованию преступлений» прокурора Московской судебной палаты, функции агентов сыскной полиции, в вопросе производства розыска и дознаний, специально не выделялись. Розыскная деятельность сводилась к обязанностям полиции в целом.
9 августа 1910 года вышла «Инструкция чинам сыскных отделений». В инструкции было отмечено, что «основной целью деятельности сыскных отделений является негласное расследование и производство дознаний в целях предупреждения и пресечения, раскрытия и преследования преступных деяний общеуголовного характера, путём систематического надзора преступными и порочными элементами, используя негласную агентуру и наружное наблюдение».
Применение сыщиками огнестрельного оружия строго регламентировалось «Правилами употребления полицейскими чинами оружия». Огнестрельное оружие применялось только в четырёх случаях:
- для отражения вооружённого нападения на служащего полиции;
- для отражения нападения (даже не вооружённого) сделанного одним или даже несколькими лицами, когда иное средство защиты было не возможно;
- при задержании преступника, когда он мог препятствовать указанными выше насильственными действиями или когда невозможно было его преследовать;
- при преследовании арестанта, бежавшего из тюрьмы или из-под стражи, когда он своими действиями противился задержанию или его невозможно было настичь.

Если сравнить эти правила с современными, то можно заметить, что они, практически, не изменились за полторы сотни лет. В российских, украинских, белорусских органах внутренних дел существуют всё те же четыре пункта применения оружия.

## Ведомственное подчинение
Структурно уголовный сыск по вертикали входил в Департамент полиции Министерства внутренних дел Российской империи. По горизонтали сыскные отделения входили в состав полицейских участков.

## Комплектование, обучение
К отбору кандидатов в сыскную полицию подходили тщательным образом
Запрещалось принимать в полицию:
- состоящих под следствием и судом или отбывших наказание в виде тюремного заключения;
- нижние чины запаса, которые во время прохождения действительной службы, состояли в разряде штрафованных;
- исключённые со службы по суду, из духовного ведомства за порочное поведение и из среды общества по их приговорам;
- объявленных несостоятельными должниками;
- состоящих под опекою за расточительство;
- подвергшихся в течение последних двух лет телесному наказанию по приговорам волостных судов.

### Школа полицейской стражи
Специфика работы в уголовном сыске предъявляла к сотруднику высокие требования. С целью обучения и подготовки персонала, в октябре 1903 года в городе Вильне была открыта первая в России школа полицейской стражи.
Для поступления в школу требовались следующие условия:
- возраст от 25 до 40 лет;
- русское подданство;
- принимались преимущественно нижние воинские чины по увольнении их в запас и отставку (за недостатком нижних чинов, принимались и не служившие в войсках);
- православного вероисповедания;
- достаточный рост и представительная внешность;
- здоровое и крепкое телосложение (все выдержавшие вступительный экзамен подвергались медицинскому осмотру);

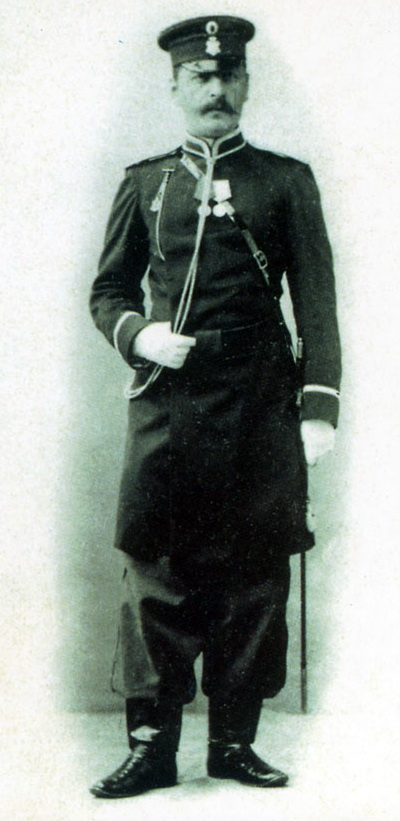
Околоточный (надзиратель полицейского участка — «околотка»). 1900-е гг.

Лица уже имеющие свидетельства на звание урядника или околоточного при поступлении, должны были выдержать экзамен по всему курсу школы или его пройти наравне со всеми.
Программа вступительных экзаменов состояла из следующих блоков:
- беглое чтение по печатному и рукописному тексту и связный пересказ прочитанного;
- диктант;
- знание четырёх действий арифметики над простыми числами.

Успешно сдавшие экзамены, зачислялись в школу и приступали к обучению. Учебный процесс и распорядок в школе были жёсткие:
- 6 часов утра — подъём, утренняя уборка, назначение нарядов на кухню, на дежурства при сыскном отделении, на посты и другие работы;
- 8 часов утра — 12 часов дня — классные занятия.
- 12 часов дня — 2 часа дня — обед и отдых.
- 2 часа дня и до 5 пополудни — занятия по гимнастике, приёмам фехтования на шашках, ознакомлению с револьвером и стрельбе из него и другим различным практическим приёмам под руководством начальника школы.
- В 7 часов вечера 2 команды, из 10 человек каждая, под руководством одного из полицейских урядников, отправлялись в два городских театра и входили в состав городской полиции.

Оставшийся личный состав школы занимался в общежитии или классах самоподготовкой. На обучавшихся в школе была также возложена охрана имения «Александрия-Зверинец».
Ежедневно один из кандидатов в околоточные надзиратели, один полицейский урядник и 6 стражников дежурили в сыскном отделении. Там они фактически знакомились с задержанием преступников, порядком обыска у них и порядком ведения протоколов и постановлений.
Урядникам внушалась необходимость строжайшего соблюдения законности. Тема «Допрос подозреваемого» начиналась категорическим требованием не добиваться от обвиняемого признания угрозами, ложными уверениями и тем более физическим насилием. В курс сыскного дела входили также темы «Обнаружение и допрос свидетелей», «Собирание вещественных доказательств», «Наружное наблюдение», «Косвенные улики», «Работа с собакой», «Антропометрия, дактилоскопия и фотография».

## Формы и методы работы

### Личный сыск
К личному сыску относится комплекс мероприятий, которые сыщик осуществляет непосредственно сам, лично.
Непосредственный поиск
Поиск являлся одним из основных методов личного сыска. При обнаружении следов преступления (поступлении заявления), сыщик приступал к исследованию обстоятельств, вещей и предметов. непосредственно связанных с событием преступления, опрашивал очевидцев, принимал меры к установлению лиц, причастных к совершению преступления, проводил иные возможные физические мероприятия по раскрытию преступления. Поиск, как правило, применялся на первых этапах расследования, в первые часы, как сейчас говорят «по горячим следам». Однако это не говорит о том, что непосредственный поиск не применялся позже, на протяжении всего периода расследования.
Наружное наблюдение
Наружное наблюдение было скрытым, тайным мероприятием. Сыщики, проводившие НН тщательно скрывались сами, либо, если невозможно было скрыться, тщательно маскировали само мероприятие, дабы не дать основания преступнику догадаться, что за ним следят. В противном случае цель НН будет не достигнута. Позже, в конце XIX века, в сыскной полиции и охранном отделении ввели специальную должность для сотрудников, которые занимались только наружным наблюдением — Филёр.
Внедрение сотрудника в преступную среду
Наиболее квалифицированный, требующий от сыщика высокой профессиональной подготовки, хладнокровия, выдержки, способности ориентироваться в сложной обстановке и мгновенно принимать единственно правильное решение, чрезвычайно опасный метод получения информации и розыска преступников является внедрение зашифрованного сыщика в преступную среду. Эта форма работы не раз обыгрывалась в советских и зарубежных фильмах (к примеру «Место встречи изменить нельзя», «Трактир на Пятницкой», «Рождённая революцией» и др.), но мало кто знает, что задолго до появления советского уголовного розыска данный метод с успехом использовался царским уголовным сыском. Суть заключалась в следующем. Сотрудник полиции, как правило из сыскного отделения, обслуживающего другие районы, маскировался под уголовника, бродягу, скупщика краденого и т. п., при необходимости ему готовили документы на вымышленное лицо, ему готовили легенду (выдуманную историю, связанную с биографией) и под благовидным предлогом готовили к контакту с одним или несколькими лицами из криминогенной среды, с помощью которых (разумеется без их ведома) и происходило, собственно, внедрение. Подобные мероприятия, в виду чрезвычайной опасности для исполнителя, тщательно готовились. Сыщик, внедрённый в банду, никогда не работал один, — всегда назначались сотрудники, которые обеспечивали ему прикрытие, связь, выход из разработки в случае провала.

### Работа с агентурой
Преступление почти всегда совершается в тайне. Преступник старается тщательно скрывать свои следы и все, что может непосредственно указать на него, не желая быть пойманным и наказанным. Преступный мир является средой замкнутой, не афиширующей своё существование, с определёнными правилами конспирации. Задача любой полиции в ходе раскрытия преступления — получение информации — кто совершил преступление, где похищенное имущество, где скрывается преступник. В таких условиях одним из основных источников получения информации являются сообщения осведомителей. Впервые в российской практике понятие агент появилось в конце XIX века в охранных и сыскных отделениях. С одной стороны агентом именовали штатного сотрудника полиции, с другой стороны тайными агентами являлись негласные осведомители, являющиеся членами преступного мира или подпольной организации. Информация агентами предоставлялась на условиях конфиденциальности и, зачастую, за вознаграждение. Каждый сыщик имел свою агентуру, подбирая её по своему усмотрению, в соответствии со своим опытом и авторитетом в преступном мире. Вор быстрее и охотнее шёл на сотрудничество со старым, опытным, авторитетным сыщиком, чем с молодым, неопытным.

### Работа с техническими средствами
Учёты и картотеки
В каждом сыскном отделении велись разного рода картотеки: лица, состоящие под гласным административным надзором, освободившиеся из тюрем, убийцы, домушники, разбойники, мошенники, проститутки, содержатели притонов, скупщики краденого. Картотеки помогали хранить всю полученную информацию, отслеживать преступную деятельность уголовников, их связи, места пребывания, почерк, характер преступной деятельности.
Картотечные учёты велись в советской (российской) милиции вплоть до появления электронных учётов. Отдельные картотечные учёты ведутся и поныне.
Дактилоскопические учёты
Использование идентификации личности по следам пальцев рук уголовный сыск России начал применять одним из первых в мире. У всех, когда-либо задержанных лиц, в обязательном порядке, отбирались образцы отпечатков пальцев рук, которые позже хранились в специальных дактилоскопических картотеках. В ходе осмотра места преступления, сотрудник путём осмотра, отыскивал отпечатки пальцев рук, вероятно, оставленные преступником, и позже в участке их сравнивали с имеющимися в картотеке. Даже если в картотеке таковых не находилось, всегда было можно сравнить их с отпечатками пальцев подозреваемых.
Криминалистическая фотография
Самый достоверный и простой метод идентификации личности — сравнение с фотографией. Все задержанные и освободившиеся из тюрем в обязательном порядке фотографировались. Знаменитая линейка и положение «фас-профиль» появились впервые в сыскных отделениях. Позже этот опыт переняли охранные отделения. Кроме того, фотография использовалась в ходе осмотра места происшествия по тяжким преступлениям. Детальным образом должна была быть запечатлена обстановка и отдельные предметы, имевшие отношение к делу. В дальнейшем, совместно с протоколом осмотра, такие фотографии могли служить доказательством в суде.

### Сравнительные методы исследования вещей и предметов
Как бы ни старался преступник скрыть следы преступления или своего пребывания, практически всегда что-то обязательно останется. На этом принципе основана наука криминалистика, зарождавшаяся как научная отрасль именно в те времена. Законы физики гласят — каждое действие в материальном мире оставляет следы. Задача криминалистики, как науки, помочь найти эти следы, сравнить их, составить из малых частей общее целое. В то время не было специально обученных экспертов криминалистов. Эти функции должен был исполнять каждый сыщик. Выезжая на место, сотрудник должен был найти следы пребывания преступника, суметь изъять их, сохранить и, в случае задержания последнего, провести сравнительный анализ, что являлось доказательством в суде. К примеру, рельефный след обуви, оставленный на рыхлом грунте заливался гипсом, после чего слепок изымался и в последующем мог быть сравним с обувью подозреваемого (данный способ используется и поныне, за исключением лишь того, что вместо гипса используется специальная смесь). Кроме того, могли быть изъяты следы фомки на дверной раме, следы распила на металле, куски материи (вплоть до отдельных нитей) от одежды преступника в местах возможного её повреждения (гвозди в оконных проёмах, заборе, осколки оконного стекла и т. д.).
Делопроизводитель 8-го делопроизводства Департамента полиции Российской Империи А. Ф. Кошко однажды заметил, что начальный этап раскрытия неочевидных преступлений напоминает распутывание пряжи. Самое трудное — найти в хитросплетении нитей ту, за которую можно потянуть, чтобы начать разматывать весь клубок.

## От уголовного сыска к уголовному розыску
Сотрудники царского уголовного сыска имели высокий профессионализм в борьбе с преступностью. Одесское отделение уголовного сыска упоминалось в песенном фольклоре блатного мира начала XX века, позже именованного «шансоном».
Урядниками уголовного сыска детально изучались нравы, традиции, законы, обычаи уголовного мира. Зачастую сленг, поведение, манера держаться у сыщика мало чем отличалась от принятых в воровском мире, что помогало понять психологию преступника, быстрее найти с ним общий язык, прогнозировать его поведение. Особо ценилась способность быстро, с наименьшими усилиями получить нужную информацию в нужное время. Сотрудники, которые досконально владели обстановкой в криминогенной среде, пользовались исключительным авторитетом.
Особенностью царской уголовно-сыскной полиции, отличавшей её от аналогичных зарубежных служб, являлись решительность и напор, с которым действовали урядники в ходе задержания, а порой и ликвидации как отдельных особо опасных преступников, так и уголовных группировок. Трусость, нерешительность, неоказание помощи считались крайне неприемлемыми и служили основанием для увольнения из полиции. Этому служили определённые внутренние традиции, передававшиеся из поколения в поколение.
Во второй половине XIX века Иван Дмитриевич Путилин являлся человеком-легендой, грозой преступного мира. Путилина берут в полицию на должность канцелярского писца. Начав службу с самой низшей должности, он, благодаря своему трудолюбию и природному таланту, вскоре становится начальником петербургской сыскной полиции. Ни одно значительное дело в те годы не расследовалось без его участия или не под его руководством. Он мог переодеться в одежду бродяги или чернорабочего и, рискуя жизнью, шёл в преступные группировки, узнавал замыслы воров и грабителей, посещал самые криминогенные места: постоялые дворы, притоны, спускался на самое дно общества, где обитала всякая бесприютная и преступная голь и нищета.
Как положительный опыт, указанные традиции были взяты на вооружение советским уголовным розыском.
В советские времена информация об уголовно-сыскной полиции была предана забвению. Это обусловлено тем, что в период с 1905 по 1917 год уголовный сыск, в ущерб своим непосредственным обязанностям, совместно с охранными отделениями, активно привлекался к политическому сыску в отношении террористов и революционеров. В период февральских событий 1917 года в условиях всеобщего хаоса были уничтожены ценнейшие картотеки преступного элемента, другие учёты, собиравшиеся десятилетиями, был уничтожен ценнейший опыт, накопленный годами. Как правило в таких акциях под видом борьбы со старым режимом участвовали лица, состоявшие ранее в числе осведомителей, либо иным образом сотрудничавшие с полицией.
Несмотря на это, удалось сохранить часть специалистов, которые стали костяком для вновь сформированного советского уголовного розыска. Опыт специалистов царского уголовного сыска был передан новым оперативным работникам, бывшим рабочим, матросам, солдатам, направленным на работу в милицию. Характерным образом данное обстоятельство легло в сюжет первой серии телесериала «Рожденная революцией» и многих других советских фильмов.